# Vidal Sancho
Vidal Sancho (* 1977 in Bilbao) ist ein spanischer Theater- und Filmschauspieler sowie Synchronsprecher.

## Leben
Sancho machte seine Schauspielausbildung am The City Literary Institute. Seit den 2000er Jahren ist er auf verschiedenen Bühnen als Theaterschauspieler tätig. Von 2015 bis 2017 und erneut ab 2019 verkörperte er die Rolle des Gypsy King in dem Bühnenstück La traviata von Richard Eyre im Royal Opera House. Im selben Theater performente er 2019 im Stück Billy Budd. Er debütierte 2005 in dem Kurzfilm Very Rough Draft als Filmschauspieler. Es folgten 2006 zwei Episoden in der Fernsehserie Dalziel und Pascoe – Mord in Yorkshire sowie eine Rolle im Spielfilm Children of Men. Da er in Großbritannien lebt, wirkt er überwiegend in britischen Film- und Fernsehproduktionen mit.

## Filmografie

### Schauspieler
- 2005: Very Rough Draft (Kurzfilm)
- 2006: Dalziel und Pascoe – Mord in Yorkshire (Dalziel and Pascoe) (Fernsehserie, 2 Episoden)
- 2006: Children of Men
- 2007: Hotel Babylon (Fernsehserie, Episode 2x02)
- 2007: Seachd: The Inaccessible Pinnacle
- 2007: Elizabeth – Das goldene Königreich (Elizabeth: The Golden Age)
- 2008: The Run
- 2008: Model Mockumentary (Kurzfilm)
- 2010: Doctors (Fernsehserie, Episode 12x160)
- 2010: Bluebird (Kurzfilm)
- 2011: Ángel o demonio (Fernsehserie, Episode 2x07)
- 2011: My Family (Fernsehserie, Episode 11x04)
- 2012: Knight Knight
- 2013: Paladin – Die Krone des Königs (The Crown and the Dragon)
- 2013: Solito
- 2013: Soho Cigarette
- 2014: Holby City (Fernsehserie, Episode 16x41)
- 2015: Techo y comida
- 2015: Cargo (Kurzfilm)
- 2016: Brash Young Turks
- 2016: Mob Handed
- 2016: Sheep in Fog
- 2018: In2ruders (Kurzfilm)
- 2019: Donkey’s Memory (Kurzfilm)
- 2020: Meet the Richardsons (Fernsehserie, Episode 1x02)

### Synchronsprecher
- 2013: Assassin’s Creed IV: Black Flag (Videospiel)

## Theater
- 2000: Senses, Regie: Ricardo Martinez (La Fragua)
- 2000: Fuenteovejuna, Regie: Jose Cabezas (La Fragua)
- 2003: The Blue Room, Regie: Georgina Sowerby (CityLit Theatre)
- 2003: Eudipus, Regie: John Wild (CityLit Theatre)
- 2004: Hedda Gabler, Regie: Georgina Sowerby (CityLit Theatre)
- 2004: Absolute Hell, Regie: Brian Archer (Stukeley Street Theatre)
- 2004: Don Juan, Regie: Georgina Sowerby (Stukeley Street Theatre)
- 2005: The Odd Couple, Regie: Vivienne Rochester (John Lyon Performance Hall)
- 2013: Camille, Regie: Shaban Arifi (Theatre Collection)
- 2013: The T-Group, Regie: Pippa Howie (Pokfulam Rd Productions)
- 2015–2017, 2019–2020: La traviata, Regie: Sir Richard Eyre (Royal Opera House)
- 2016: The American Wife, Regie: James Kemp (Park Theatre)
- 2017: The 6 Vitellioni, Regie: Lara Genovese (Old Red Lion Theatre)
- 2017: Litus, Regie: Raymi Renee (Cervantes Theatre)
- 2018: Frost/Nixon, Regie: Kate Hewitt (Sheffield Crucible Theatre)
- 2019: Billy Budd, Regie: Deborah Warner (Royal Opera House)
- 2019: Moors and Christians, Regie: Lola Rueda (Rudolf Steiner House)